# Chiesa di San Giuliano (Albino)
La chiesa di Santa Giuliano è il principale luogo di culto cattolico di Albino, in provincia di Bergamo, situato sulla piazza omonima. Nell'ambito della diocesi di Bergamo, la chiesa è sede parrocchiale facente parte del vicariato di Albino-Nembro.

## Storia
La chiesa ha origini molto antiche, viene citata in un documento del 898 come confinante ad alcune proprietà vescovili. Le cappelle laterali e il presbiterio, fino al XVIII secolo, furono luogo di sepoltura dei membri delle famiglie nobili albinesi. Intorno alla chiesa vi era il cimitero. Il sagrato e la piazza furono costruiti nel XVI secolo.
Nel 1460 la chiesa fu ricostruita forse perché danneggiata da un incendio. La sua ricostruzione fu affidata ad un certo Jacopo Lodigiano. La chiesa fu riedificata considerando le nuove esigenze della comunità che nel tempo si era arricchita e era aumentata, grazie ai commerci sviluppatisi con l'avvento della Repubblica di Venezia.
Nel medesimo secolo fu costruita la torre campanaria. Iniziata nel 1497 fu completata con la cuspide solo nel 1895.
Gli atti della visita pastorale di san Carlo Borromeo dell'autunno del 1575, la descrivono con la presenza di quindici altari, tutti sotto il patrocinio della diverse confraternite e con lo iurispatronato delle famiglie più abbienti.
Nel XVII secolo, la grande epidemia del 1630 aveva notevolmente decimato la popolazione e aveva lasciato un paese diviso in molte frazioni. L'edificio venne di conseguenza abbandonato. Fu solo a cavallo del XVII e del XVIII secolo, che s'intraprese un lavoro di abbellimento dell'aula con stucchi e decori, affreschi e dorature, lavori che furono ultimati nel 1731. La nuova aula ebbe un ridimensionamento con la presenza di dodici altari. Della precedente chiesa è ancora visibile l'antica cappella annessa alla sagrestia con affreschi dei primi anni del XVI secolo opera dei Marinoni di Desenzano al Serio.
Con il XIX secolo, a seguito dell'editto napoleonico che obbligava l'eliminazione delle tombe poste all'interno della chiesa, ci fu una controversia tra i fedeli e la fabbriceria che aveva come presidente il conte Spini. I primi volevano l'edificazione di una nuova chiesa. Fu affidato l'incarico di un nuovo progetto all'architetto Simone Elia. Per la costruzione degli arredi della nuova aula furono usati i materiali ricavati dalla distruzione delle chiese di Santo Stefano e dei santi Lorenzo e Gottardo. La nuova aula subì un altro rifacimento con la presenza di nove altari. Venne aggiunto anche il pronao sulla facciata principale. I lavori furono eseguiti nel primo decennio del XIX secolo a opera della manovalanza locale dei Pellegrini, Brini e Riccardi. Il vescovo Giovanni Paolo Dolfin la benedisse il 26 ottobre 1816 e Carlo Gritti Morlacchi la consacrò il 6 settembre 1835, anche se i lavori nella chiesa non erano ancora ultimati.

L'adeguamento del presbiterio per ottemperare alle disposizioni del Concilio Vaticano II furono eseguite su disegno dell'architetto Benvenuto Acerbis nel 1971. Venne usato marmo macchia vecchia dalla ditta Carlo Comana.
La facciata della chiesa fu edificata nel 1892 su progetto dell'architetto Antonio Preda. Allora il campanile presentava un concerto di otto campane in Sib2 calante più la settima minore (Lab3 calante)  mobile, fuso da Carlo Ottolina e consacrato nel 1953. Dal 2012 la torre campanaria ha un concerto di 18 campane: 1^(Sib2 calante), 2^(Do3 calante), 3^(Re3 calante) 4^(Mib3 calante), 5^(Fa3 calante), 6^ (Sol3 calante), 7^(Lab3 calante), 8^(La3 calante), 9^(Sib3 calante), 10^(Do4 calante), 11^(Re4 calante), 12^(Mib4 calante), 13^(Mi4 calante), 14^(Fa4 calante), 15^(Sol4 calante), 16^(La4 calante), 17^(Sib4 calante), 18^(Si4 leggermente calante). Tra queste 15 sono in scala, 2 sono semitoni (Lab3 e Mi4) e uno è il richiamo delle sante messe (Si4). 
Il concerto completo fu inaugurato il 20 ottobre del medesimo anno.

## Descrizione

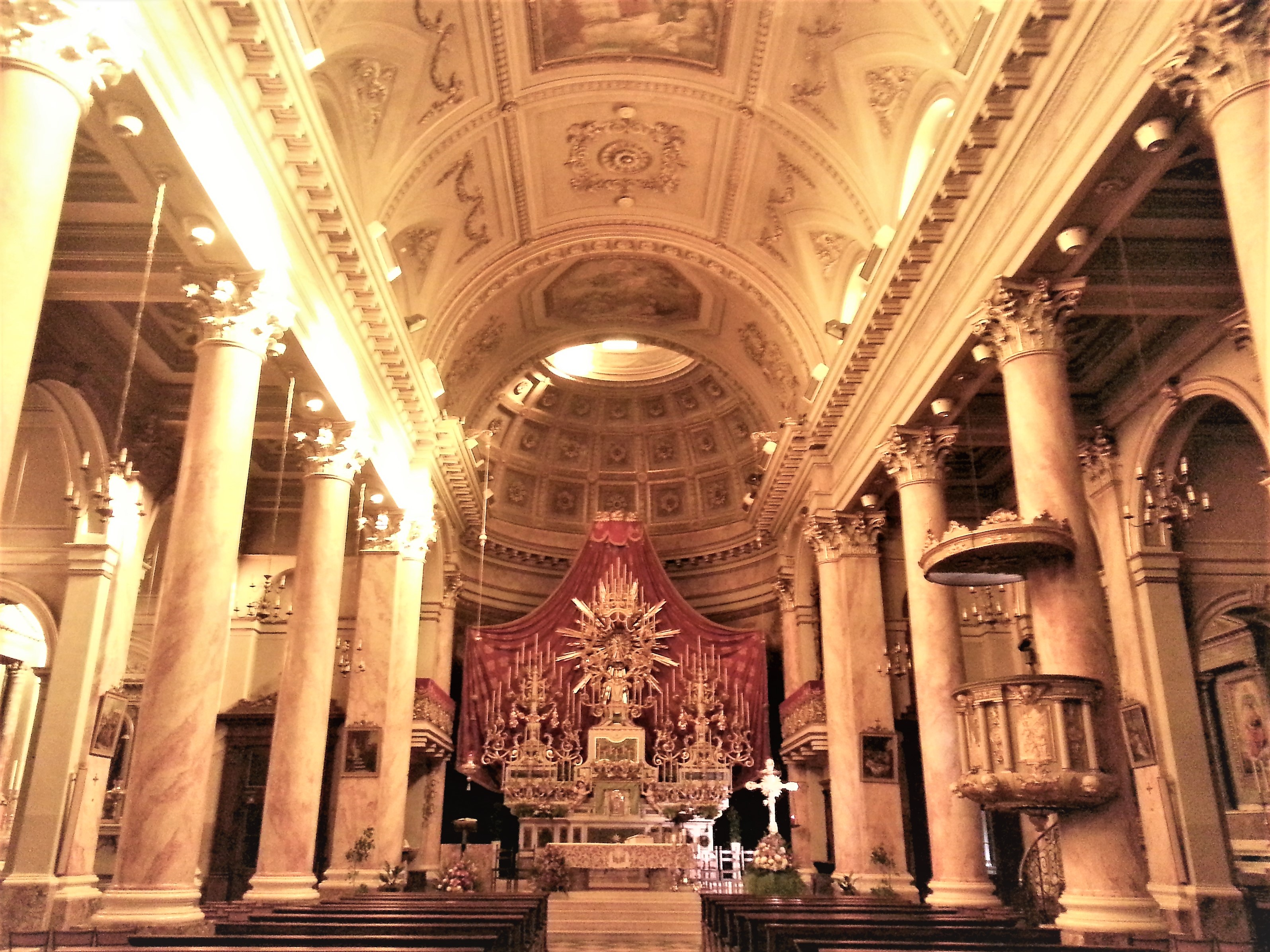
Chiesa di San Giuliano (Albino) - interno

### Esterno
La chiesa in stile neoclassico è preceduta da un sagrato pavimentato in selciato di pietra diviso da lastroni in pietra di Sarnico, paracarri la dividono dall'ampia piazza omonima. 

La facciata, rivolta a sud, è preceduta da un pronao per tutta la sua lunghezza e altezza, alzato di tre gradini rispetto al sagrato. Il pronao è composto da una parte centrale più avanzata con quattro colonne di muratura con capitelli e due corpi laterali più bassi e leggermente arretrati. La trabeazione superiore al pronao divide la facciata in due ordini. Quello superiore è composto da una edicola aperta da un grande arco a tutto sesto con volta a botte la cui parte superiore sostiene il timpano triangolare.

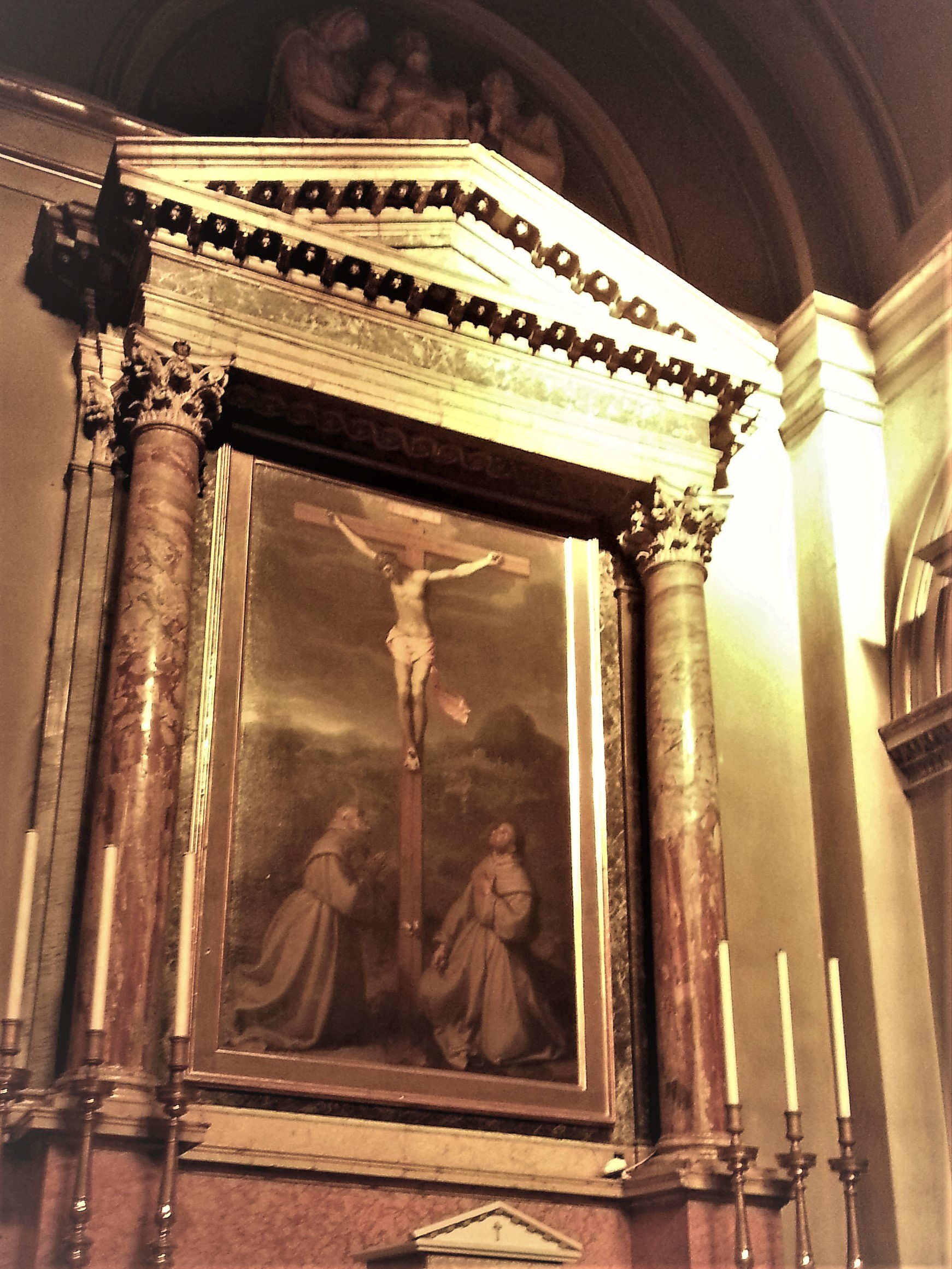
Chiesa di san Giuliano (Albino) - interno Crocifissione di Giovan Battista Moroni

### Interno
Molte sono le opere d'arte che adornano i nove altari, alcune provenienti da altre chiese. 

Si accede all'interno da un grande portale centrale e da due minori laterali. L'aula della chiesa, preceduta da una bussola, è divisa in tre navate da colonne corinzie lucide, dipinte a finto marmo, con basamento rivestito in marmo, che sostengono la trabeazione dove si appoggia la volta a botte della navata centrale che è più alta rispetto alle due laterali per permettere alle dieci finestre con strombatura di illuminare l'interno della navata.
Al presbiterio si accede da tre grandi gradini in marmo chiaro, ed è illuminato da un lucernario a forma di cupola con tamburo, che consente l'ingresso di luce naturale dalla finestra che è posta sopra l'altare maggiore. 
Il primo altare a sinistra del presbiterio è ornato dalla pala d'altare Crocifisso con i santi Bernardino e Antonio da Padova opera di Giovan Battista Moroni, mentre di fronte, del medesimo autore, il dipinto della Trinità proveniente dalla piccola chiesa di Fiobbio. Il dipinto databile al 1555 circa, ispirato nella composizione alla Trinità del Lotto soprattutto nella disposizione su uno stesso asse verticale delle tre persone, se ne discosta per il tono maggiormente controriformato, che sostituisce la vastità atmosferica del cielo nello sfondo del modello con una maggiore presenza dell'oro, simbolico della presenza divina.
Del Moroni si conserva uno stendardo raffigurante su di un lato la Stendardo della Vergine del rosario col Bambino e dall'altro Visitazione di Maria alla cugina Elisabetta conservato nella sagrestia, e usato come icona nella mostra tenuta ad Albino per i cinquecento anni della nascita dell'artista.

In particolare si nominano sull'altare del confessionale la tela dell'Annunciazione di Enea Salmeggia, mentre su quello dedicato ai santi Rocco, Sebastiano e Cristoforo la tela di Gian Paolo Cavagna Madonna col Bambino e santi Giovannino, Marco, Carlo Borromeo e Pietro i firmato «IO PAULUS -CAVANEUS. F.» Di Francesco Zucco nella cappella del confessionale Madonna in gloria con i santi Lorenzo e Gottardo.
Le opere scultore in marmo sono state realizzate dalla Bottega di Bartolomeo Manni, mentre le statue di san Giuseppe, santa Caterina da Siena poste sull'altare della Madonna del Rosario e le statue della Carità e la Fortezza collocate sull'altare dei corpi santi sono state realizzate da Gaetano Matteo Monti.

### Gli altari prima del XIX secolo
Molto dettagliata è la documentazione e descrizione di quelli che erano i dodici altari precedenti il rifacimento dei primi anni dell'Ottocento e da chi erano amministrati.
Vi era un altare intitolato a San Sebastiano chiamato dei Corpi Santi che conteneva le reliquie dei santi Giuliano e Albino che erano state acquisite nel Seicento. L'altare detto del santissimo Rosario e l'altare di San Michele con l'iuspatronato della famiglia Bonasio. Vi era l'altare intitolato a san Francesco della famiglia Peronesi e l'altare di san Giuseppe gestito dalla confraternita del Santissimo nome di Gesù come l'altare omonimo; la famiglia Cabrini aveva l'iuspatronato sull'altare intitolato a san Nicola di Bari; mentre gli altari di sant'Antonio e santo Stefano erano gestiti dalla Scuola del Suffragio, l'altare della Visitazione della Santissima Vergine e di santa Elisabetta col patrocinio della famiglia Cedrelli; l'altare dello Spirito Santo col patrocinio della famiglia Marini e l'altare di san Marco sotto la direzione della Scuola del Santissimo Sacramento e della Misericordia Maggiore che gestiva anche la vicina chiesa di San Bartolomeo.